# Evolucijska biologija
Evolucijska biologija je področje biologije, ki preučuje skupni izvor bioloških vrst in njihovo spreminjanje, razširjanje ter raznovrstnost v času. Znanstvenik, ki se ukvarja z evolucijsko biologijo, je evolucijski biolog.
Področje združuje mnogo drugih področij biologije, tako terenskih kot laboratorijskih in tudi izključno teoretskih; tako biolog, ki izhaja iz preučevanja določene skupine organizmov, npr. herpetolog, entomolog ali ornitolog, uporablja te organizme kot zgled za splošnejše pojave. Pomembno vlogo imajo paleontologi in geologi, katerih fosilna odkritja dajejo odgovore na vprašanja o hitrosti in načinu evolucijskih sprememb, pa tudi populacijski genetiki, ki se teh vprašanj lotevajo teoretsko.
Izsledki s tega področja so uporabni predvsem pri razlaganju raznolikosti življenja na Zemlji, izven biologije pa za sistemsko optimizacijo, predvsem na področju računalništva.

## Nekateri znani evolucijski biologi
- Hans Joachim Bremermann
- Charles Darwin
- Richard Dawkins
- Theodosius Dobzhansky
- Niles Eldredge
- Stephen Jay Gould
- J.B.S. Haldane
- Ernst Haeckel
- W.D. "Bill" Hamilton
- Julian Huxley
- Jean-Baptiste de Lamarck
- Richard Lewontin
- Ernst Mayr
- John Maynard Smith
- Alfred Russel Wallace
- August Weismann
- Sewall Wright
- Emile Zuckerkandl